# Тихорецк
Тихорецк (рус. Тихорецк) град је и значајан регионални центар на југозападу европског дела Руске Федерације. Налази се на североистоку Краснодарске покрајине и административно припада њеном Тихоречком рејону чији је уједно и административни центар.
Према подацима националне статистичке службе РФ за 2017, град Тихорецк је имао 58.982 становника и био је дванаести по величини град у Покрајини.

## Географија
Тихорецк се налази у североисточном делу Краснодарске покрајине на неких 150 km североисточно од Краснодара и на око 165 km југоисточно од Ростова на Дону. Површина градске територије је 4.602 хектара. Град лежи у низијском подручју Кубањско-приазовске низије, недалеко од десне обале реке Челбас, на надморској висини од око 80 m.
Тихорецк је и важно саобраћајно чвориште. У граду се укрштају железничке пруге на линијама Ростов на Дону−Махачкала и Краснодар−Волгоград. Гроз град пролази и траса националног аутопута Р217 „Кавказ” који спаја Ростов на Дону са Бакуом у Азербејџану.

### Клима
| Клима Тихорецк                        | Клима Тихорецк | Клима Тихорецк | Клима Тихорецк | Клима Тихорецк | Клима Тихорецк | Клима Тихорецк | Клима Тихорецк | Клима Тихорецк | Клима Тихорецк | Клима Тихорецк | Клима Тихорецк | Клима Тихорецк | Клима Тихорецк |
| Показатељ \ Месец                     | .Јан.          | .Феб.          | .Мар.          | .Апр.          | .Мај.          | .Јун.          | .Јул.          | .Авг.          | .Сеп.          | .Окт.          | .Нов.          | .Дец.          | .Год.          |
| ------------------------------------- | -------------- | -------------- | -------------- | -------------- | -------------- | -------------- | -------------- | -------------- | -------------- | -------------- | -------------- | -------------- | -------------- |
| Апсолутни максимум, °C (°F)           | 15,7 (60,3)    | 21,8 (71,2)    | 28,9 (84)      | 33,8 (92,8)    | 35,7 (96,3)    | 38,2 (100,8)   | 39,4 (102,9)   | 39,7 (103,5)   | 40,2 (104,4)   | 35,0 (95)      | 25,7 (78,3)    | 20,7 (69,3)    | 40,2 (104,4)   |
| Максимум, °C (°F)                     | 1,8 (35,2)     | 3,2 (37,8)     | 9,0 (48,2)     | 17,0 (62,6)    | 22,8 (73)      | 26,8 (80,2)    | 30,1 (86,2)    | 29,6 (85,3)    | 24,1 (75,4)    | 16,8 (62,2)    | 8,8 (47,8)     | 4,0 (39,2)     | 16,2 (61,2)    |
| Просек, °C (°F)                       | −1,5 (29,3)    | −0,8 (30,6)    | 4,5 (40,1)     | 11,6 (52,9)    | 17,2 (63)      | 21,1 (70)      | 24,1 (75,4)    | 23,4 (74,1)    | 18,2 (64,8)    | 11,8 (53,2)    | 5,0 (41)       | 0,9 (33,6)     | 11,3 (52,3)    |
| Минимум, °C (°F)                      | −4,7 (23,5)    | −4,8 (23,4)    | 0,0 (32)       | 6,2 (43,2)     | 11,5 (52,7)    | 15,4 (59,7)    | 18,1 (64,6)    | 17,3 (63,1)    | 12,2 (54)      | 6,7 (44,1)     | 1,2 (34,2)     | −2,3 (27,9)    | 6,4 (43,5)     |
| Апсолутни минимум, °C (°F)            | −30,6 (−23,1)  | −26,0 (−14,8)  | −25,4 (−13,7)  | −10,0 (14)     | −0,7 (30,7)    | 2,9 (37,2)     | 8,8 (47,8)     | 7,4 (45,3)     | 0,2 (32,4)     | −6,9 (19,6)    | −17,8 (0)      | −22,3 (−8,1)   | −30,6 (−23,1)  |
| Извор: Тихорецк погода - meteolabs.ru |                |                |                |                |                |                |                |                |                |                |                |                |                |

## Историја
Савремено градско насеље развило се из маленог насеља основаног око новосаграђене железничке станице Тихорецкаја званично отворене 17. маја 1874. године.
Почетком јуна 1924. Тихорецка станица постаје административним средиштем новооснованог Тихоречког рејона, а две године касније станица и оближње насеље спојени су у јединствено насеље које добија статус званичног града.
У августу 1961. Тихорецк добија статус града покрајинске субординације, а од децембра 2008. део је Тихоречког рејона у ком егзистирао као једина градска општина.

## Демографија
Према подацима са пописа становништва 2010. у граду је живело 61.823 становника, док је према проценама за 2017. било 58.982 становника. По броју становника Тхорецк се налази на 12. месту у Покрајини.
| 1897. | 1939.  | 1959.  | 1970.  | 1979.  | 1989.  | 2002.  | 2010.  | 2017.  |
| ----- | ------ | ------ | ------ | ------ | ------ | ------ | ------ | ------ |
| 5.100 | 37.000 | 49.658 | 60.141 | 63.842 | 67.105 | 65.005 | 61.823 | 58.982 |

Према подацима из 2017. Јејск се налазио на 280. месту међу 1.112 званичних градова Руске Федерације. Према подацима са пописа 2010. основу популације чинили су етнички Руси са уделом од око 95%, а најбројније мањинске заједнице били су Јермени са 1,56% и Украјинци (1,43%).